# 古今亭今輔 (2代目)
2代目 古今亭 今輔（ここんてい いますけ、安政6年（1859年11月） - 明治31年（1898年10月23日）は、落語家。本名は、名見崎 栄次郎。右目が不自由であったことから「めっかちの今輔」と呼ばれた。

## 来歴・人物
江戸の生まれ、父は富本節の三味線の家元であった検校・名見崎喜惣次。幼少から三味線の稽古をさせられ、父の業受け継ぐはずだったが、富本が廃れてきたため、1874年に16歳で2代目古今亭志ん生の門下になり志ん丸から志ん多（志ん太と表記はいろいろ）、1882年、3年ころに五明楼今輔を経て1885年3月の下席から真打昇進し2代目古今亭今輔を襲名した。
中入前の落語家で、話は甘し声は能し、仮声は上手に用ふ愛嬌者、古今亭今輔は、今度、愈よ真打と成り、来月十六日の夜より神田の白梅亭へ出るのが初高座、その興行には後見として燕枝、柳枝も助るので、贔屓連は背後幕だのビラだとの、今輔は今から大騒ぎ（『絵入自由新聞』明治十八年二月二十二日）とある。
今輔は1894年5月、柳派の改革をめぐって3代目柳亭燕路と派を飛び出し、端席に立てこもったりもした、一時四天王（初代三遊亭萬橘、初代三遊亭圓遊、4代目橘家圓太郎、4代目立川談志）向こう張る人気もあったという。
得意ネタは主に三味線を幼少から稽古していたことから音曲の弾き語りを得意とした。1898年10月23日、38歳で死去。
弟子には4代目五明楼玉輔、3代目古今亭志ん生、4代目古今亭志ん生、雷門（後に春雨家）雷蔵（田中巳之助）、今作、小今らがいる。